# شهرستان یارکوفسکی
شهرستان یارکوفسکی (به لاتین: Yarkovsky District) یک شهرستان در روسیه است که در استان تیومن واقع شده‌است.